# Saccheddu
Saccheddu is een plaats (frazione) in de Italiaanse gemeente Sassari.